# Nemesvámos, Veszprém
Nemesvámos  este un sat în districtul Veszprém, județul Veszprém, Ungaria, având o populație de 2.637 de locuitori (2011). 

## Demografie
Componența etnică a satului Nemesvámos
     Maghiari (94,08%)
     Germani (2,76%)
     Necunoscut (1,94%)
     Alții (1,22%)
Componența confesională a satului Nemesvámos
     Romano-catolici (40,24%)
     Reformați (23,28%)
     Fără religie (10,01%)
     Luterani (1,44%)
     Necunoscută (23,78%)
     Alte religii (4,06%)
Conform recensământului din 2011, satul Nemesvámos avea 2.637 de locuitori. Din punct de vedere etnic, majoritatea locuitorilor (94,08%) erau maghiari, cu o minoritate de germani (2,76%). Apartenența etnică nu este cunoscută în cazul a 1,94% din locuitori. Nu există o religie majoritară, locuitorii fiind romano-catolici (40,24%), reformați (23,28%), persoane fără religie (10,01%) și luterani (1,44%). Pentru 23,78% din locuitori nu este cunoscută apartenența confesională.